# HD 51823
HD 51823，又名CD-27 3460，SAO 172650、HR 2611，是一颗恒星，视星等为6.23，位于銀經238.42，銀緯-10.91，其B1900.0坐标为赤經6h 53m 42.7s，赤緯-27° -10.91′ 13″。